# Тунгуска (ЗРАК)
Тунгуска (Индекс ГРАУ – 2К22, според класификацията на НАТО – SA-19 Grison (от англ. — гризон)) е съветски и руски самоходен зенитен ракетно-артилерийски комплекс (ЗРАК), зенитна самоходна установка (ЗСУ) разработка на Тулското КБ по приборостроене (има индекси 2С6 и 2С6М). Оптико-електронните и оптико-механичните прибори на комплекса са разработени от ЛОМО.
Названието си получава от притока на Амура – река Тунгуска, аналогично на ЗСУ-23-4 „Шилка“.

## История на създаването
Още към началото на 1970-те години става очевидна недостатъчната ефективност на комплекса „Шилка“ в качеството на ПВО с близък радиус на действие. Малката ефективна далечина на огъня и недостатъчното поразяващо действие на 23-мм снаряди рязко снижава ефективността на установката против новите, високоскоростни въздушни цели, самолетите щурмовици, защитени с броня, и вертолетите, оборудвани с противотанкови управляеми ракети, способни да поразяват наземните цели от разстояние няколко километра. Освен това радиолокаторът, с който е оборудвана „Шилката“, не ѝ позволява ефективно самостоятелно да води засичането на въздушните цели.
Първоначално през 1970 г. е дадено задание за проектирането на нов артилерийски зенитен комплекс. Но след това според резултатите от проведената през 1973 г. НИР „Запруда“, в рамките на която се изследват въпросите за защитата на войските от ударните вертолети, става очевидно, че перспективната ЗСУ трябва да бъде оборудвана и със зенитни ракети, за да се подобрят нейните възможности за борба с вертолети.
Към края на 1970-те години разработката е завършена. Според резултатите на проведените в периода 1980 – 1981 г. изпитания комплексът е доработен и на 8 септември 1982 г. е приет на въоръжение във Въоръжените сили на СССР. Първоначално той има 4 ракети, след това 8.
Задействани структури
В разработката и производството на бойните и учебните средства на комплекса „Тунгуска“ са задействани следните структури:
- Комплекса като цяло – „КБП“, Тула, Тулска обл. (разработка);[3] Уляновски механичен завод, Уляновск, Уляновска обл. (производство);[4]
- Верижното шаси – Митишченски машиностроителен завод и Митишченски вагоностроителен завод, Митишчи, Московска обл. (производство);[5] Мински тракторен завод, Минск, Белоруска ССР (производство);[6]
- Купол – Горкивски машиностроителен завод, Горки, Горкиевска обл. (разработка/производство);[7]
- Зенитни автомати – ОАО «АК „Туламашзавод Рябиков“, Тула, Тулска обл. (производство);[8]
- Изчислители – ФГУП „НИИФП Ф. В. Лукин“, Зеленоград, Московска обл. (разработка);[9]
- Изчислително-решаващо устройство (ИРУ) – Научноизследователски електромеханичен институт, Москва (разработка);[10]
- Оптико-електронни и оптико-механични прибори – Ленинградско оптико-механично обединение, Ленинград (разработка/производство);[11]
- Трансмисия за насочване, система за насочване и стабилизация на оптическия прицел (СНСОП) – ВНИИ „Сигнал“, Ковров, Владимирска обл. (разработка);[12] Завод за селскостопанско машиностроене „А. В. Ухтомски“, Люберци, Московска обл. (производство);[13]
- Лазерни взриватели – Научноизследователски институт за радиотехническа апаратура, Москва (разработка);[14]
- Ракетно гориво – Научноизследователски химико-технологичен институт „Союз“, Люберци, Московска обл. (разработка).[15]

Последващо развитие
През втората половина на 1990-те години е разработена модифицираната версия, получила обозначението „Тунгуска-М1“. Тя е приета на въоръжение във Въоръжените сили на Руската Федерация през 2003 г. и се предлага за експорт.
За осигуряване на системата за ПВО на малки кораби и за ПВО с близък радиус на големите бойни кораби, с използването на въоръжението и някои възли от „Тунгуска“, е разработен комплекса „Кортик“.

## Състав
В състава на комплекса 2К22 влизат:
1. Бойни средства във вид на батарея от 6 ЗСУ 2С6, въоръжени със зенитните автомати 2А38 и ЗУР 9М311;
2. 1Р10 – машина за ремонт и техническо обслужване за провеждане на ТО-1;
3. 2В110 – машина за техническо обслужване за провеждане на ТО-2;
4. 2Ф55 – машина за техническо обслужване с комплект групов и частично единичен ЗИП;
5. 2Ф77 – транспортно-зареждаща машина, превозваща 1,5 боекомплекта патрони и 1 боекомплект ЗУР (по една машина за всяка ЗСУ 2С6);
6. ЭСД2-12 – дизелова електростанция за осигуряване на външното захранване на ЗСУ 2С6;
7. 1РЛ912 – учебно-тренировъчно средство за обучение на операторите и командирите на ЗСУ 2С6;
8. 9Ф810 – тренажор за обучение на наводчиците на ЗСУ 2С6;
9. 9М311УД – учебни ракети с бордова апаратура за обучение на наводчиците на ЗСУ 2С6;
10. 9М311ГМВ – учебни габаритно-масови макети на ракетите за трениране на начина на работа и покриване на нормативите на екипажите на ЗСУ 2С6;
11. 9М311УР – учебен макет в разрез на ракетите за изучаване на конструкцията на ЗУР 9М311.

## Устройство
Основни възли на комплекса се явяват:
- самоходно верижно лекобронирано шаси ГМ-5975.25[18]
- два 30-мм зенитни автомата 2А38
- 8 пускови установки с боекомплект от 8 зенитни управляеми ракети 9МЗ11
- радиолокационна система, състояща се от РЛС за засичане на целта, РЛС за съпровождане на целта и наземен радиозапросчик.

Ракетата 9М311 се състои от две степени. Двигателят на първата степен работи на твърдо гориво, корпусът е направен от стъклопласт. Втората степен е проектирана без двигател, полетът преминава по инерция, в опашната част има газогенератор, осигуряващ най-добрите аеродинамични условия за обтичане. Взривателят е с неконтактно действие, бойната част е с прътовидни поразяващи елементи.

## Характеристики
Сведенията са от учебника за войските за ПВО на Сухопътните войски на СССР:
- Характеристики на въоръжението
  - Зенитни автомати:
    - Начална скорост на снаряда, м/с — 960
    - Темп на стрелбата от двата автомата, изстрела/минута — от 4000 до 5000

  - Ракети:
    - Маса на бойната част, кг – 9
    - Средна скорост, м/с — 600
    - Радиус на ефективното поражение от бойната част, м – 5
    - Система за насочване – полуавтоматично радиокомандно с оптична линия на свръзката. Системата за насочване работи на литерни честоти, предварително подготвени преди пуска на ЗУР[20]
    - Време за работа на стартовия двигател: 2,6 с
- Параметри на зоната на поразяване на въздушни цели, км:
  - Ракета:
    - По височина – до 3,5
    - По далечина – от 2,5 до 8
    - По курсов параметър – до 4

  - Зенитни автомати:
    - По височина – до 3
    - По далечина – от 0,2 до 4
    - По курсов параметър – до 2
    - Далечина на поражение на наземни цели – до 2
- Параметри на зоната за засичане и опознаване от СОЦ:
  - Ъглови градус:
    - по азимут – неограничено
    - по ъгъл на мястото – от 18 до 20

  - по далечина, км:
    - в амплитуден режим – до 18
    - в режим СДЦ – до 16
- Параметри на зоната на съпровождане от ССЦ:
  - Ъглови градус:
    - по азимут – неограничено
    - по ъгъл на мястото – от −15 до +87

  - по далечина, км:
    - в амплитуден режим – до 15
    - в режим СДЦ – до 13

## Употреба
Комплексите са използвани в чеченските войни като мощно средство за огнева поддръжка. Наистина употребата им не винаги е грамотна. Така например само при щурма на Грозни всичките 6 Тунгуски на 131-ва отделна мотострелкова бригада са унищожени. Всичко за времето на Първата чеченска война са използвани 20 единици, 15 от тях са унищожени.

## Модификации

### 2К22М „Тунгуска-М“
Основната задача на модернизацията е въвеждането на възможност за борба с по-голям брой малоразмерни цели. В състава на оборудването е въведена апаратура за съвместимост с пункта за управление 9С482М и подвижния пункт за разузнаване и управление ППРУ-1, благодарение на което е въведена система за разпределение на целите между установките и съществено е повишена бойната ефективност. Също е заменен газотурбинният агрегат с нов, който има увеличен два пъти ресурс. Комплексът е приет на въоръжение в края на 1990 г.

### 2К22М1 „Тунгуска-М1“
Войната в Персидския залив показва нова стратегия за водене на бойни действия. Първо се нанася масиран удар от безпилотната авиация извън зоната на действие на ПВО за разузнаване на радиолокационните средства на ПВО, след това системата на ПВО се разрушава и в бойните действия влиза пилотируемата авиация. С оглед получения опит, през 1992 г., започва работа по последващото усъвършенстване на ЗПРК „Тунгуска“. Модернизацията засяга замяна на базовото шаси с шасито ГМ-5975. Също е въведена апаратура за приемане и реализация на автоматизирано целеуказание от батареен команден пункт, инфрачервен пеленгатор в ракетата и модернизиране на системата за измерване на ъглите на люлеене. Новият изчислител има по-високо бързодействие и по-голяма памет. Използваните ракети са усъвършенствани и получават обозначението 9М311-1М. Увеличена е защитата срещу РЕБ, вместо трасьор е поставен непрекъснат и импулсен източник на светлина. Благодарение на внедрените усъвършенствания е увеличена зоната на поражение по далечина до 10 км. На 2 септември 2003 г. комплексът „Тунгуска-М1“ е приет на въоръжение. В състава на комплекса влизат ЗСУ 2С6М1, ТЗМ 2Ф77М, машината за ремонта и техническо обслужване 1Р10-1М1, машината за техническо обслужване 2В110-1, машината за ремонт и техническо обслужване 2Ф55-1М1, работилницата за техническо обслужване МТО-АГЗ-М1.

## Варианти на ракетите
- 9М311 – базов вариант на ракетата
- 9М311К (3М87) – морска версия на 9М311 (за системата „Кортик“)
- 9М311-1 – експортна версия
- 9М311М (3М88) – модификация на ракетата с подобрени тактико-технически характеристики
- 9М311-1М – модификация на ракетата за модернизирания комплекс 2К22М „Тунгуска-М1“.

## На въоръжение
- Беларус – известен брой 2С6[23]
- Индия – според различните данни от 20 до 92 единици 2С6, по състояние към 2016 г.[24][25][26] От 24 до 50 единици 2С6М и 400 единици 9М311, доставени от Русия в периода от 1997 до 1998 г.[26] 14 единици 2С6М и 225 единици 9М311, доставени от Русия през 2002 г.[26] 28 единици 2С6М и 450 единици 9М311, доставени от Русия в периода от 2008 до 2009 г.[26]
- Йемен – известен брой 2С6М1, по състояние към 2016 г.[27] По данни на Стокхолмския институт за изследване на проблемите на мира нито доставки, нито лицензионно производство на 2С6М1 в Йемен не са осъществявани[26].
- Мароко – 12 комплекса 2К22М, по състояние към 2016 г.[28]
- Мианмар – известен брой 2К22М1, по състояние към 2016 г.[29] 38 единици 2С6М и 600 ЗУР 9М311, доставени от Русия в периода от 2004 до 2007 г.[26]
- Русия – над 250 комплекса 2К22, по състояние към 2016 г.[30]
- Украйна – 70 единици 2С6, по състояние към 2016 г.[31]
- Сирия – 6 единици 2С6М1, доставени през 2008 г.[32]

## Паметници и музейни експонати
| Тип | Бордови номер | Местонахождение                                                                                          | Изображение |
| --- | ------------- | --- | ----------- |
|     |               | Паметник в град Ковилкино Република Мордовия, Русия                                                      |             |
|     |               | Експонат в Музея на отечествената военна история в село Падиково Истрински район Московска област, Русия |             |